# Bendt Lindhardt

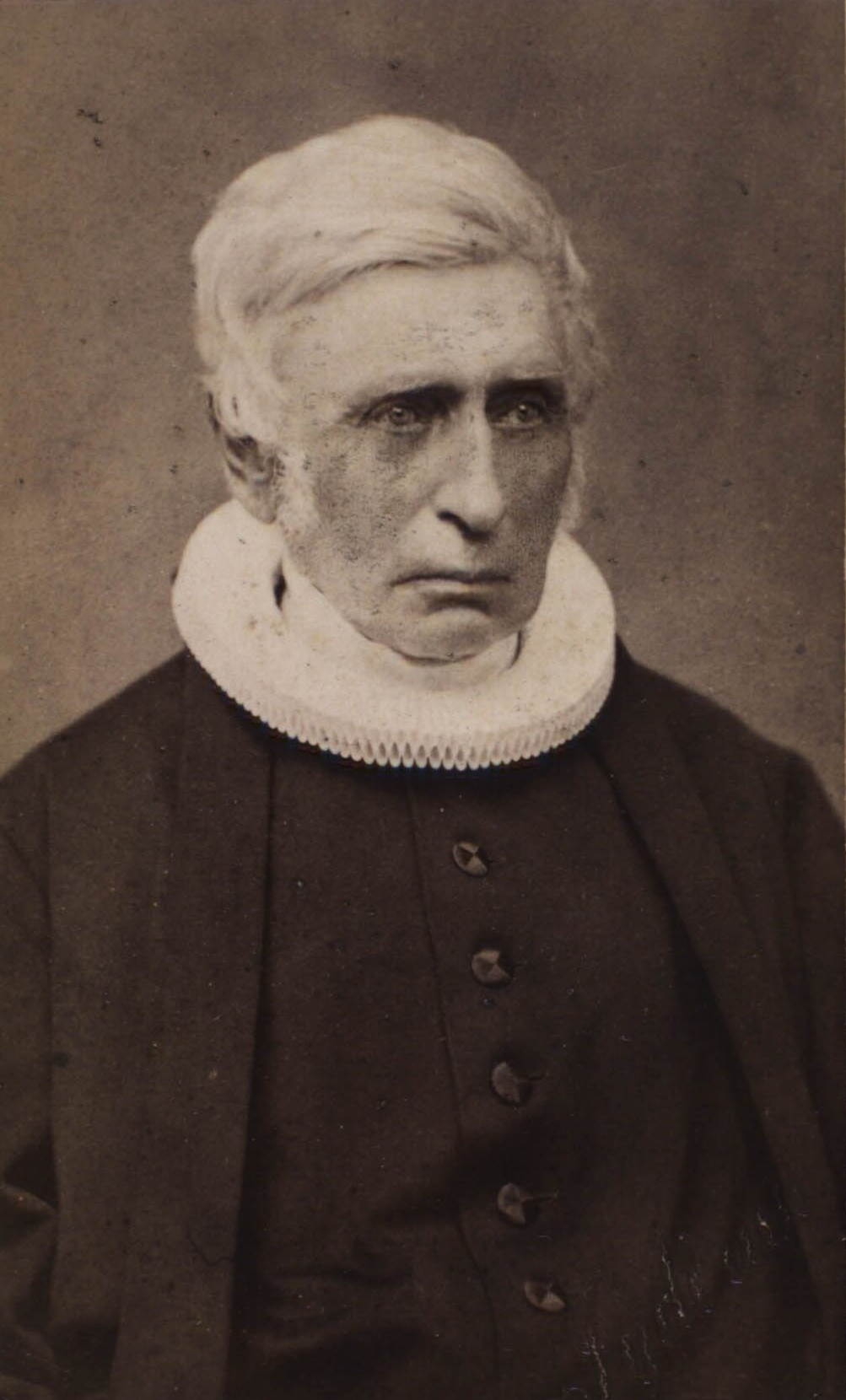
Bendt Lindhardt

Bendt Lindhardt (Holckenhavn, 30 augustus 1804 - Aggersvold, 1 februari 1894) was een Deens predikant en lid van het Deense parlement in 1853-1854.
Lindhardt was de zoon van de koopman Lindhardt Holgersen. Hij studeerde in 1822 af in Nyborg en was van 1823-1825 leraar in Faxe en Margretelund ten westen van Faxe. In 1831 slaagde hij voor het theologisch examen en in 1832 werd hij kapelaan in de Ørbæk-parochie ten westen van Nyborg. Hij werd catechist in Ribe in 1836 en pastoor in Farup in 1841 en in Jyderup en Holmstrup van 1862 tot 1889.
Bij de parlementsverkiezingen van 27 mei 1853 werd hij in het parlement gekozen in het 3e kiesdistrict van het district Ribe (Ribekredsen). Hij was lid van het parlement tot de verkiezingen van 1 december 1854, toen hij zich niet herkiesbaar stelde.
Lindhardt werd in 1882 benoemd tot Ridder in de Orde van de Dannebrog.

## Familie
Lindthart was getrouwd met Johanne Thomasine Nicoline Lauritsdatter Prom (1806-1897). Ze kregen twee kinderen: Vincent Charles Lindhardt (1850-1922) en Lauritz Christian Lindhardt (geboren 1842), hoogleraar en ridder in de Orde van de Dannebrog.